# ブロック郡 (ジョージア州)
ブロック郡（英: Bulloch County）は、アメリカ合衆国ジョージア州の東部に位置する郡である。2010年国勢調査での人口は70,217人であり、2000年の55,983人から25.4%増加した。近年は急成長を遂げている。郡庁所在地はステイツボロ市（人口28,422人）であり、同郡で人口最大の都市でもある。ブロック郡は1796年2月8日に設立された。近年は急成長を遂げている。

## 歴史
ブロック郡は1776年2月にセントフィリップ・パリッシュから分離して、ジョージア州議会により設立された。ジョージア州では21番目の郡だった。郡名は、サウスカロライナ州生まれで、ジョージア植民地総督を務めたアーチボルド・ブロックに因んで名付けられた。

## 地理
アメリカ合衆国国勢調査局に拠れば、郡域全面積は688.84平方マイル (1,784.1 km2)であり、このうち陸地682.07平方マイル (1,766.6 km2)、水域は6.77平方マイル (17.5 km2)で水域率は0.98%である。ジョージアの海岸平原に位置しているので、地形は大半が平坦である。しかし北西部や中央部では幾らか丘陵が見られる。オギーチーの南西にあり、他にも多くの小さな水流、池、沼がある。これらの地域ではラクウショウのような樹木が見られる。高地では松、オークなどアメリカ合衆国南東部に固有の様々な樹木が自生している。

### 主要高規格道路

#### 州間高速道路
- 州間高速道路16号線

#### アメリカ国道
- アメリカ国道25号線
- アメリカ国道25号線バイパス（ステイツボロ）
- アメリカ国道80号線
- アメリカ国道301号線
- アメリカ国道301号線バイパス

#### ジョージア州道
- ジョージア州道24号線
- ジョージア州道26号線
- ジョージア州道46号線
- ジョージア州道67号線
- ジョージア州道67号線バイパス
- ジョージア州道73号線
- ジョージア州道73号線バイパス
- ジョージア州道119号線
- ジョージア州道119号線接続路
- ジョージア州道119号線支線
- ジョージア州道404号線
- サバンナ川パークウェイ（西部）

### 隣接する郡
- スクリーブン郡 - 北
- エフィンガム郡 - 東
- ブライアン郡 - 南東
- エバンス郡 - 南西
- キャンドラー郡 - 西
- エマニュエル郡 - 北西
- ジェンキンス郡 - 北北西

## 人口動態
以下は2010年国勢調査による人口統計データである。
| 基礎データ - 人口: 70,217人 - 世帯数: 23,875 世帯 - 家族数: 13,522 家族 - 人口密度: 40人/km2（104人/mi2） - 住居数: 28,794軒 - 住居密度: 16軒/km2（42軒/mi2） 人種別人口構成 - 白人: 67.20% - アフリカン・アメリカン: 27.60% - ネイティブ・アメリカン: 0.30% - アジア人: 1.80% - 太平洋諸島系: 0.20% - その他の人種: 1.90% - 混血: 1.70% - ヒスパニック・ラテン系: 3.50% 年齢別人口構成 - 18歳未満: 18.0% - 18-24歳: 28.0% - 25-44歳: 22.7% - 45-64歳: 19.7% - 65歳以上: 9.1% - 年齢の中央値: 26歳 - 性比（女性100人あたり男性の人口） - 総人口: 99.6 - 18歳以上: 98.4 | 世帯と家族（対世帯数） - 18歳未満の子供がいる: 30.4% - 結婚・同居している夫婦: 40.1% - 未婚・離婚・死別女性が世帯主: 13.2% - 非家族世帯: 42.2% - 単身世帯: 25.0% - 65歳以上の老人1人暮らし: 6.8% - 平均構成人数 - 世帯: 2.56人 - 家族: 3.08人 収入と家計 - 収入の中央値 - 世帯: 29,170米ドル - 家族: 43,288米ドル - 性別 - 男性: 36,312米ドル - 女性: 27,474米ドル - 人口1人あたり収入: 18,339米ドル - 貧困線以下 - 対人口: 35.3% - 対家族数: 16.6% - 18歳未満: 36.7% - 65歳以上: 14.0% |

## 都市と町
| - ステイツボロ - 郡庁所在地 - ブルックレット - ポータル - レジスター | - アダベル - デンマーク - ホピューリキット | - リーフィールド - ネビルス - スティルソン |